# Hellmut Krug
Hellmut Krug (* 19. Mai 1956 in Gelsenkirchen) ist ein ehemaliger deutscher Fußballschiedsrichter. Er war bis zum 2. Juni 2007 Leiter der Fußballschiedsrichter-Abteilung beim Deutschen Fußball-Bund (DFB). Seit dem 1. Oktober 2007 ist er Berater der DFL in Fragen des Schiedsrichterwesens.
Hellmut Krug studierte an der Ruhr-Universität Bochum Sport und Griechisch auf Lehramt. Nach dem Staatsexamen trat er in Paderborn eine Stelle als Gymnasiallehrer an.
Sein Heimatverein ist die SG Eintracht Gelsenkirchen. Die Schiedsrichterkarriere beim DFB begann er 1984 als 28-Jähriger. Er leitete ab der Saison 1985/86 Zweitligaspiele und zwischen 1986 und 2003 insgesamt 240 Partien der Bundesliga. 1996 leitete Krug das DFB-Pokalfinale, viermal (1994, 1999, 2002 und 2003) wurde er zum Schiedsrichter des Jahres gewählt.
Krug wurde vom Weltfußballverband 1991 zum FIFA-Schiedsrichter berufen. Bis 2001 kam er bei 29 Länderspielen zum Einsatz. Er wurde bei der Fußball-Weltmeisterschaft 1994 und der Fußball-Europameisterschaft 1996 eingesetzt. International leitete er zudem 40 Europapokalspiele; Höhepunkte waren das Supercup-Finale 1994, das Champions-League-Endspiel 1998 und das Weltpokal-Finale 1999.
Ab 2003 war er beim DFB in der Schiedsrichter-Ausbildung tätig. Im Fußball-Wettskandal 2005 kritisierte er das Beobachtungssystem für die DFB-Schiedsrichter als „unausgereift“.
Er wurde 2007 vom Amt des Leiters der DFB-Schiedsrichter entbunden, als er den Vorsitzenden des DFB-Schiedsrichterausschusses, Volker Roth, durch den ehemaligen FIFA-Schiedsrichter Lutz Michael Fröhlich ersetzen wollte. Obwohl ihm vom DFB eine andere Aufgabe angeboten wurde, entschied er sich dazu, den Verband zum 31. Juli 2007 zu verlassen. Später wurde Krug DFB-Schiedsrichtermanager und gehört damit der Schiedsrichterkommission Elite sowie der dem DFB-Schiedsrichterausschuss an. Infolge von Auseinandersetzungen mehrerer Schiedsrichter, darunter Manuel Gräfe, mit Hellmut Krug und Herbert Fandel schied Krug aufgrund eines Vermittlungsvorschlags der DFB-Ethik-Kommission vom 3. November 2017 aus der Schiedsrichterkommission Elite aus.
Am 6. November 2017 wurde er nach Manipulationsvorwürfen zugunsten des FC Schalke 04 in der Partie gegen den VfL Wolfsburg am 10. Spieltag der Bundesliga-Saison 2017/18 von seinen Aufgaben als Projektleiter des Videobeweises entbunden. Der DFB erklärte jedoch, dass die Degradierung Krugs nicht in Zusammenhang mit den Vorwürfen stehe. Er werde stattdessen weiterhin Teil des Projektes sein.